# Râul Săpânța
Râul Săpânța este un curs de apă, afluent al Tisei. Se formează la confluența brațelor Săpâncioara și Valea Mlăcii.